# 지오바니 에우베르
에우베르 지오바니 지 소자(포르투갈어: Élber Giovane de Souza, 1972년 7월 23일 ~ )는 에우베르(Élber)로 잘 알려진 브라질의 전 축구 선수이다. 그는 분데스리가 외국인 선수 최다골 기록자(133골)이고, 현재는 FC 바이에른 뮌헨의 스카우트이다.
그는 지역의 축구 클럽 론드리나 EC의 유소년 클럽에서 축구를 시작했다. 1990년 AC 밀란에 입단했고, 코파 이탈리아에서 한 경기에 출전했다. 그는 1991년에 스위스 클럽 그라스호퍼 클럽 취리히에 입단했는데, 69경기에서 41골을 넣어 주목을 받았다. 그는 1994년부터 2003년까지 VfB 슈투트가르트와 FC 바이에른 뮌헨에 있었는데, 총 256경기에 출전해 133골을 넣었다. 그는 2000-01시즌 UEFA 챔피언스리그와 2001 시즌 인터콘티넨털컵에 출전해 팀의 우승을 이끌었다. 그는 외국인 선수로 가장 많은 골을 넣어 '키커 토르얘거카노네 상'(kicker Torjägerkanone Award)를 수상하기도 했다. 그는 후에 올랭피크 리옹에서 2년간 뛰며 30경기에 나와 11골을 넣었고, 보루시아 묀헨글라드바흐와 크루제이루 EC에서 각각 한 시즌 동안 활약했다. 그는 2006년 9월 9일 부상과 부친상 때문에 은퇴하였다.
그는 브라질 축구 국가대표팀의 일원으로서 활약하기도 했는데, 15경기에 나와 7골을 넣었다.